# Pontechianale
Pontechianale là một đô thị tại tỉnh Cuneo trong vùng Piedmont của Italia, vị trí cách khoảng 70 km về phía tây nam của Torino và khoảng 50 km về phía tây bắc của Cuneo, on the border with France. Tại thời điểm ngày 31 tháng 12 năm 2004, đô thị này có dân số 202 người và diện tích là 94.5 km².
Đô thị Pontechianale có các frazioni (đơn vị cấp dưới, chủ yếu là các làng) Maddalena (capoluogo), Castello, Villaretto, Rueite, Genzana, Forestvà Chianale.
Pontechianale giáp các đô thị: Bellino, Casteldelfino, Crissolo, Molines-en-Queyras (France), Oncino, Ristolas, Saint-Paul-sur-Ubaye và Saint-Véran.